# Naval
För andra betydelser, se Naval (olika betydelser).

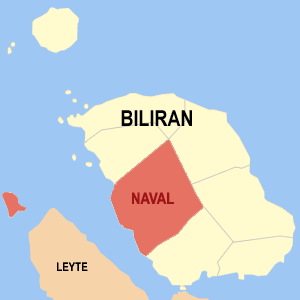
Navals läge i provinsen Biliran.

Naval är en kommun och en ort i Filippinerna. Den är administrativ huvudort för provinsen Biliran i regionen Östra Visayas.
Naval räknas officiellt inte som stad utan är en kommun. Kommunen är indelad i 26 smådistrikt, barangayer, varav 23 är klassificerade som landsbygdsdistrikt och 3 som tätortsdistrikt. Hela kommunen har 37 974 invånare (folkräkning 1 maj 2000) varav 10 407 invånare bor i centralorten.